# جازی هورن
جازی هورن (به لاتین: Jazzihorn) یک کوه در سوئیس است که در کانتون وله واقع شده‌است. جازی هورن ۳٬۲۲۷ متر بالاتر از سطح دریا واقع شده‌است.